# 石橋庸敏
石橋 庸敏（いしばし つねとし、1940年 - ）は、日本の工学者、実業家である。株式会社ジュピターテレコム（J:COM）の元代表取締役会長、社長。
福岡県出身。九州工業大学工学部を卒業後、昭和38年住友商事株式会社に入社。同社理事・メディア事業本部副本部長などを経て、株式会社ジュピターテレコム（J:COM）の代表取締役社長、会長を歴任した。

## 経歴
- 昭和15年-山口県生まれ
- 昭和38年-九州工業大学工学部卒業
- 昭和38年-住友商事株式会社入社
- 平成10年-同社理事・メディア事業本部副本部長、株式会社ジュピターテレコム取締役副社長
- 平成10年-同社理事・メディア事業本部 副本部長、株式会社ジュピターテレコム代表取締役社長
- 平成12年-同社役員級理事・メディア事業本部副本部長、株式会社ジュピターテレコム代表取締役社長
- 平成12年-株式会社ジュピターテレコム代表取締役会長
- 平成14年-株式会社ジュピターテレコム代表取締役社長